# Atentado de Chardon High School
O atentado de Chardon High School foi um tiroteio ocorrido em 27 de fevereiro de 2012 na Chardon High School, uma escola de Chardon, Ohio, Estados Unidos.
O atentado ocorreu as 7h30 da manhã, na lanchonete da escola. Colegas do autor dos disparos indicaram que ele sofria de bullying.
Pelo menos três estudantes morreram, e outros três ficaram feridos.